# Погреб боеприпасов

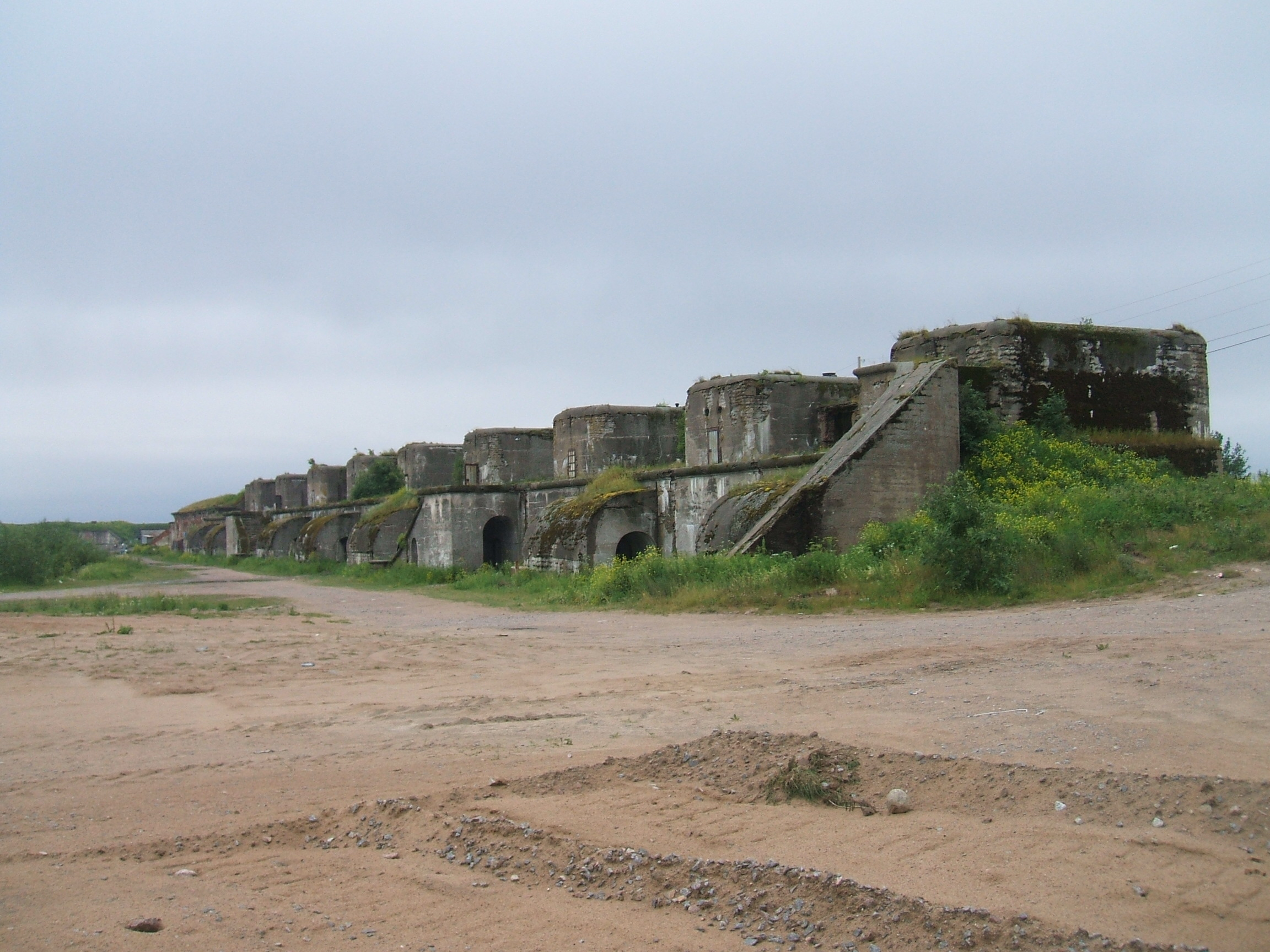
Пороховые погреба форта «Великий Князь Константин»

Погреб боевых припасов, погреб боеприпасов — защищённые от разрушения противником (в том числе на корабле) помещения для хранения пороха, взрывчатых веществ и боеприпасов.
В литературе встречаются и другие названия: артиллерийский погреб, пороховой погреб, бомбовый погреб, снарядный погреб, зарядный погреб, оружейный погреб и другие.
Погреба боевых припасов делятся на артиллерийские, минные, торпедные и другие. Оборудованы стеллажами, ларями, шкафами, системой вентиляции с охлаждением и влажностной обработкой воздуха, системами пожаротушения, контрольно-измерительными приборами и сигнальными средствами.
В ВМФ России двери погребов боеприпасов маркируются литерой «Б» (боезапас).

## Пороховые погреба
Частным случаем являются пороховые (бомбовые) погреба. Как правило, располагались в промежутках между фортами, в зоне артиллерийских батарей, чаще всего в две линии, и, кроме того, в центре крепости.
Сохранились пороховые погреба в Азове, Даугавпилсе, Тарту.